# Regatul Soso
Regatul Soso a fost în secolul al XII-lea o regiune a Africii de Vest, în regiunea Koulikoro (actualul Mali).
După căderea imperiului Ghana, un lider Soninke întemeiază mai departe spre sud regatul Soso și stabilește dinastia Diarisso care domnește până la 1180. La acea dată clanul Kante, clan de fierari ostil Islamului, va domina regiunea. Sosoe Kemoko unifică Kaniaga și Soso. Fiul său, Soumaoro Kante, care îl succede în jurul anului 1200, cucerește regatele mici vecine și instaurează teroarea. Învins de Sundiata Keita în bătălia de la Kirina în 1235, dispare în munți Koulikoro. Sundiata rade capitala Soso. Regatul este integrat în imperiul Mali.
Potrivit cercetătorului mandingo Solomana Kante, după această bătălie  un grup din poporul Soso, care vorbeau aceeași limbă ca și populația Malinka, au fugit din Soso și au mers spre vest, stabilindu-se în Jalon ( viitorul Fouta-Djallon) pe lângă poporul Yalunka, la sfârșitul secolului al XIII-lea. Sosirea poporului Fulani în secolul al șaisprezecelea și  a religiei islamice i-a împins mai departe spre vest. Aceste schimbări de regiune și încrucișarile cu popoarele autohtone timp de șapte secole, i-a făcut să renunțe la cele mai multe cuvinte ale limbii lor în favoarea limbii yalunka și a limbilor coastei Guineei.